# Hogeschool voor de zeevaart
De Hogere Zeevaartschool Rotterdam (HZR) is de maritieme opleiding binnen het domein techniek van de Hogeschool Rotterdam, waar officieren voor de koopvaardij worden opgeleid, niveau hoger beroepsonderwijs (hbo).
De school werd in 1833 als Gemeentelijke Zeevaartschool te Rotterdam opgericht door een zekere P. van Galen te Tiel. Hij heeft zich begin 1800 gericht tot Burgemeester en Wethouders van Rotterdam met het verzoek in de stad een "openbaren leergang te mogen openen in de zeevaartkunde en de wis- en natuurkundige vakken, die daarmede verband houden".
Na verschillende veranderingen in de onderwijsstructuur in Nederland is de opleiding Maritiem Officier onderdeel geworden van Hogeschool Rotterdam. Diegenen die de opleiding tot Maritiem Officier nu afronden kunnen de titel ing. of de graad Bachelor of Science (BSc) voeren.
De Hogeschool Rotterdam vormt met de STC-Group een samenwerkingsverband: Rotterdam Mainport Insititute, waar de opleiding Maritiem Officier onderdeel van is.